# Osmia decorata
Osmia decorata är en biart som beskrevs av Morawitz 1886. Osmia decorata ingår i släktet murarbin, och familjen buksamlarbin. Inga underarter finns listade i Catalogue of Life.